# HD 82886
HD 82886 — звезда в созвездии Малого Льва на расстоянии около 407 световых лет от нас. Вокруг звезды обращается, как минимум, одна планета.

## Характеристики
HD 82886 — звезда 7,78 звёздной величины; впервые в астрономической литературе упоминается в каталоге Генри Дрейпера, изданном в начале XX века. Это довольно старый — возрастом 7 миллиардов лет — жёлтый субгигант. Его масса и радиус эквивалентны 1,06 и 4,8 солнечных соответственно. Температура поверхности звезды составляет приблизительно 5112 кельвинов. По светимости HD 82886 превосходит наше Солнце почти в 14 раз.

## Планетная система
В 2011 году группой астрономов, работающих с данными, полученными в обсерватории Кека, было объявлено об открытии планеты HD 82886 b в системе. Она представляет собой газовый гигант, по массе равный 1,3 массы Юпитера. Год на ней длится около 705 суток. Открытие планеты было совершено методом Доплера.